# Нагрудний знак «За відвагу в надзвичайній ситуації»
Нагрудний знак «За відвагу в надзвичайній ситуації» — відомча заохочувальна відзнака Державної служби України з надзвичайних ситуацій.
Знак є аналогом відзнаки «За  відвагу в надзвичайній ситуації», що вручалася до 2014 року.

## Історія нагороди

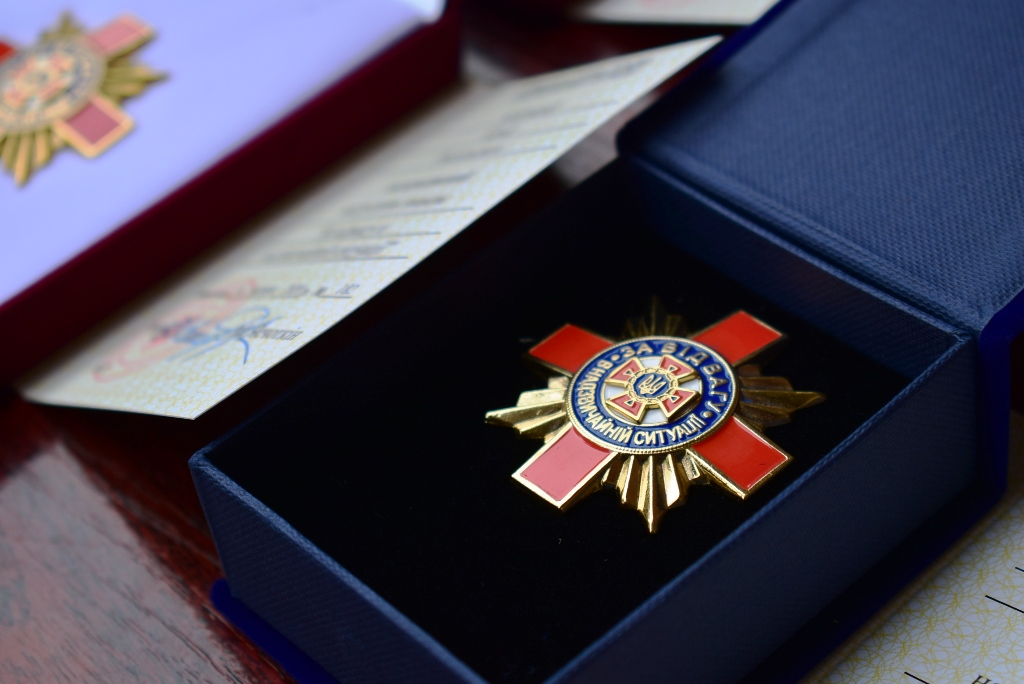
Нагрудний знак «За відвагу в надзвичайній ситуації»

30 травня 2012 року Президент України В. Ф. Янукович видав Указ, яким затвердив нове положення про відомчі заохочувальні відзнаки; міністрам, керівникам центральних органів виконавчої влади, керівникам (командувачам) військових формувань, державних правоохоронних органів було доручено забезпечити в установленому порядку перегляд актів про встановлення відомчих заохочувальних відзнак, приведення таких актів у відповідність із вимогами цього Указу. Наказом Міністерства оборони України від 17 січня 2014 року № 33 «Про відомчі заохочувальні відзнаки Державної служби України з надзвичайних ситуацій» серед інших була встановлена відзнака — нагрудний знак «За відвагу в надзвичайній ситуації». 26 листопада 2018 останній наказ було визнано таким, що втратив чинність та видано новий наказ № 953 «Про відомчі заохочувальні відзнаки Державної служби України з надзвичайних ситуацій».

## Положення про відзнаку
- Нагрудним знаком «За відвагу в надзвичайній ситуації» нагороджуються особи рядового і начальницького складу служби цивільного захисту, працівники Державної служби України з надзвичайних ситуацій за хоробрість, самовідданість, мужність і відвагу, виявлені під час виконання службових (трудових) обов’язків з пошуку і рятування людей, матеріальних і культурних цінностей, захисту довкілля в надзвичайній ситуації (небезпечній події), проведення робіт із розмінування (виявлення, знешкодження та знищення) вибухонебезпечних предметів, що залишилися на території України, у внутрішніх водах, акваторіях морів після війн, сучасних боєприпасів і підривних засобів, ліквідації особливо небезпечних проявів надзвичайної ситуації, надання невідкладної допомоги потерпілим, проведення спеціальних аварійно-рятувальних та інших невідкладних робіт під час ліквідації наслідків надзвичайної ситуації (небезпечної події).
- Нагородження нагрудним знаком «За відвагу в надзвичайній ситуації» може здійснюватися посмертно.
- Протягом календарного року кількість нагороджених не може перевищувати 400 осіб.

## Опис відзнаки
- Нагрудний знак має форму хреста оранжевого кольору із золотистими пружками, який накладено на чотирикутну зірку з розбіжними рельєфними золотистими променями. У центрі знака — круглий медальйон білого кольору, посередині якого зображено емблему Державної служби України з надзвичайних ситуацій. Медальйон обрамлено пояском синього кольору з жовтими рельєфними пружками, на якому розміщено напис по колу літерами золотистого кольору: «ЗА ВІДВАГУ В НАДЗВИЧАЙНІЙ СИТУАЦІЇ».
- Розмір знака між протилежними кінцями хреста — 45 мм.
- Усі зображення та написи рельєфні.
- На зворотному боці відзнаки розміщено нарізний штифт з круглою гайкою для кріплення нагрудного знака до одягу і передбачено місце для гравірування номера відзнаки.
- Планка відзнаки являє собою металеву прямокутну пластину, обтягнуту шовковою муаровою стрічкою оранжевого кольору з вертикальними смужками жовтогорячого і синього кольорів по краях шириною 2 мм кожна. Розміри планки: висота — 12 мм, ширина — 28 мм.

## Порядок носіння відзнаки
- Нагрудний знак «За відвагу в надзвичайній ситуації» носиться з правого боку грудей і розміщується нижче державних нагород України, іноземних державних нагород, після нагрудного знаку «Знак пошани».
- Замість відзнаки нагороджений має право носити планку до неї, що розміщується після планок державних нагород України, іноземних державних нагород та нагрудного знаку «Знак Пошани».

## Нагороджені
- Нагрудним знаком «За відвагу в надзвичайній ситуації»